# Jaimie Alexander
Jaimie Alexander (* 12. března 1984 Greenville, Jižní Karolína, USA) je americká herečka.
Svou kariéru zahájila v roce 2004; první větší roli dostala v roce 2006, kdy hrála ve filmu The Other Side. Později hrála v mnoha dalších filmech, mezi které patří například Thor (2011), Konečná (2013), Thor: Temný svět (2013) nebo také v seriálu Kyle XY. Rovněž se objevila ve videoklipu k písni „Save You“ hudebníka Matthewa Perrymana Jonese.

## Filmografie
| Rok  | Název                       | Role           | Poznámky         |
| ---- | --------------------------- | -------------- | ---------------- |
| 2004 | Squirrel Trap               | Sara           |                  |
| 2006 | Odpočívadlo                 | Nicole Carrow  |                  |
| 2006 | The Other Side              | Hanna Thompson |                  |
| 2007 | Kazatel smrti               | Liz Chambers   |                  |
| 2010 | Láska a jiné závislosti     | Carol          | není v titulcích |
| 2011 | Thor                        | Sif            |                  |
| 2012 | Loosies                     | Lucy Atwood    |                  |
| 2013 | Savannah                    | Lucy Stubbs    |                  |
| 2013 | Konečná                     | Sarah Torrance |                  |
| 2013 | Intersections               | Taylor Dolan   |                  |
| 2013 | Thor: Temný svět            | Sif            |                  |
| 2016 | Broken Vows                 | Tara Bloom     |                  |
| 2018 | Londýnská pole              | Hope Clinch    |                  |
| 2022 | Last Seen Alive             | Lisa Spann     |                  |
| 2022 | Thor: Láska jako hrom       | Sif            |                  |
| 2022 | The Minute You Wake Up Dead | bude oznámeno  | postprodukce     |

| Rok     | Název                             | Role              | Poznámky                                     |
| ------- | --------------------------------- | ----------------- | -------------------------------------------- |
| 2005    | It's Always Sunny in Philadelphia | Tammy             | díl: "Underage Drinking: A National Concern" |
| 2006    | Policejní vyjednavači             | Barrista          | díl: "Pilot"                                 |
| 2006–07 | Watch Over Me                     | Caitlin Porter    | hlavní role; 58 dílů                         |
| 2007–09 | Kyle XY                           | Jessi Hollander   | hlavní role; 33 dílů                         |
| 2009    | Sběratelé kostí                   | Molly Briggs      | díl: "Bobr a vydra"                          |
| 2009    | Kriminálka Miami                  | Jenna York        | díl: "Poslední let"                          |
| 2011    | Sestřička Jackie                  | Tunie Peyton      | 3 díly                                       |
| 2011    | V utajení                         | Reva Kline        | 2 díly                                       |
| 2011    | The Birds of Anger                | Annie             | kraťas                                       |
| 2012    | Prozíravost                       | Nikki Atkins      | díl: "Posel"                                 |
| 2014    | Under the Gunn                    | sama sebe, soudce | díl: "Superhero Fashion"                     |
| 2014–15 | Agenti S.H.I.E.L.D.               | Sif               | 2 díly                                       |
| 2015–20 | Mrtvý bod                         | Jane Doe          | hlavní role                                  |
| 2015    | Krize                             | Lt. Gail Sweet    | vedlejší role, 4 díly                        |
| 2017    | Talking with Chris Hardwick       | Samu sebe         |                                              |
| 2018    | Ridiculousness                    | Samu sebe         |                                              |
| 2021    | Loki                              | Sif               | díl: "Větvení"                               |
| 2021    | Co kdyby…?                        | Sif               | hlas; 2 díly                                 |

| Rok  | Název                | Role |
| ---- | -------------------- | ---- |
| 2011 | Thor: God of Thunder | Sif  |